# Stoské pláně
Stoské pláně (v angličtině Sto plains) je kraj nacházející se ve fiktivním světě Zeměplochy z knižní série Terryho Pratchetta. Stoské pláně se táhnou z podhůří hor Beraní hlavy přes Nakřápnuté hory až ke Kruhovému moři, Morporským horám a pravděpodobně až k Omnii. Na protisměrné straně Stoských plání se nachází kraj Oktarínové trávy a na opačné straně oddělují hory Beraní hlavy a řeka Smarl Stoské pláně od Überwaldu. Nacházejí se na nich městské státy Sto Lat, Sto Kerig a Sto Helit a protéká jimi řeka Ankh, která přináší a odnaší černý jíl, což je základ hlavního a v podstatě jediného vývozního artiklu Stoských plání – zelí. U Kruhového moře na řece Ankh leží největší, nejsmrdutější a nejzkorumpovanější město na Zeměploše, Ankh-Morpork. Poblíž Nakřápnutých hor se ještě nacházejí města Quirm a Pseudopolis.